# Nanteuil-Auriac-de-Bourzac
Nanteuil-Auriac-de-Bourzac ist eine französische Gemeinde mit 233 Einwohnern (Stand 1. Januar 2022) im Département Dordogne in der Region Nouvelle-Aquitaine (vor 2016: Aquitanien). Sie gehört zum Arrondissement Périgueux und zum Kanton Ribérac. Die Bewohner werden Nanteuillais und Nanteuillaises genannt.
Der Name in der okzitanischen Sprache lautet Nantuelh e Auriac de Borzac. Der Namensteil „Nanteuil“ stammt vom gallischen Wort „nantoialo“ (deutsch Lichtung im Tal) ab, das mit der erhöhten Lage des Dorfes am Tal der Lizonne einhergeht. Die beiden anderen Namensteile leiten sich aus Namen der Besitzer „Aureus“ bzw. „Bursius“ oder „Burtius“ von Landgütern in gallorömischer Zeit ab.

## Geographie
Nanteuil-Auriac-de-Bourzac liegt ca. 40 Kilometer nordwestlich von Périgueux in der Region Ribéracois der historischen Provinz Périgord an der westliche Grenze zum benachbarten Département Charente.
Umgeben wird Nanteuil-Auriac-de-Bourzac von den Nachbargemeinden:
|                             | Vendoire                                    | Champagne-et-Fontaine  |
| Salles-Lavalette (Charente) | Kompassrose, die auf Nachbargemeinden zeigt | La Chapelle-Grésignac  |
| Palluaud (Charente)         | Bouteilles-Saint-Sébastien                  | Saint-Martial-Viveyrol |

Nanteuil-Auriac-de-Bourzac liegt im Einzugsgebiet des Flusses Dordogne.
Die Lizonne, ein Nebenfluss der Dronne, markiert die Grenze zu den westlichen Nachbargemeinden Salles-Lavalette und Palluaud und damit auch die des Départements. Die Pude fließt ebenfalls durch Nanteuil-Auriac-de-Bourzac und mündet in die Lizonne unweit der südlichen Spitze des Gemeindegebiets.

## Geschichte
Am 1. Januar 1973 wurde die Gemeinde Auriac-de-Bourzac in die Gemeinde Nanteuil-de-Bourzac eingegliedert, die fortan den Namen Nanteuil-Auriac-de-Bourzac trägt.
Vom 12. Jahrhundert an siedelte sich ein Priorat in Auriac an, das in der Folge an die Klarissen verpachtet wurde. Später richtete sich eine Komturei des Templerordens ein, die von einem Festen Haus verteidigt wurde, das im 15. Jahrhundert an der Stelle einer früheren Motte über dem Tal der Lizonne errichtet wurde. Die geografische Lage an einem Fluss erlaubte im Laufe des 18. Jahrhunderts den Betrieb von vier Wassermühlen, Zeichen eines gewissen Wohlstands der beiden Dörfer.

### Toponymie
Toponyme und Erwähnungen von Nanteuil waren:
- Nantulh (1250, Urkunden des Malteserordens),
- Nantolium (Kirchenregister des 13. Jahrhunderts),
- Nantholiam (1382, Bericht von Pierre des Mortiers),
- Nanteuil (1750, 1793 und 1801, Karte von Cassini, Notice Communale bzw. Bulletin des Lois).[4][5][3]

Zu Toponymen und Erwähnungen von Auriac siehe:

### Einwohnerentwicklung

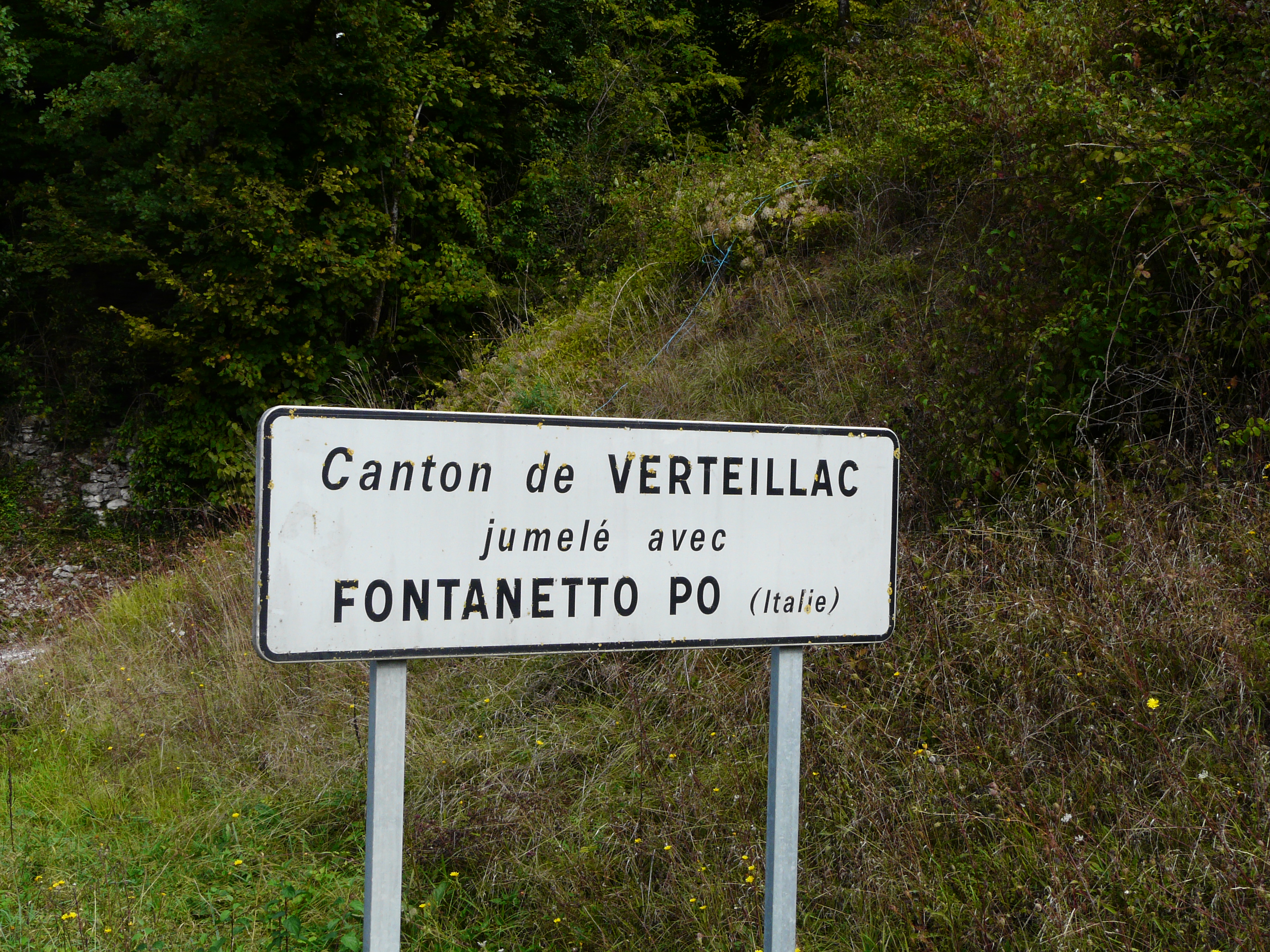
Schild mit der Angabe der Städtepartnerschaft

Nach Beginn der Aufzeichnungen stieg die Einwohnerzahl in der ersten Hälfte des 19. Jahrhunderts auf einen Höchststand von rund 850. In der Folgezeit sank die Größe der Gemeinde bei kurzen Erholungsphasen bis zur Eingemeindung von Auriac-de-Bourzac in den 1960er Jahren auf 255 Einwohner. Mit der Fusion wuchs die Gemeinde auf rund 385 Einwohner. Die Phase der Stagnation setzte sich letztendlich aber fort und hält bis heute an.
| Jahr      | 1962 | 1968 | 1975 | 1982 | 1990 | 1999 | 2006 | 2010 | 2022 |
| --------- | ---- | ---- | ---- | ---- | ---- | ---- | ---- | ---- | ---- |
| Einwohner | 301  | 255  | 384  | 311  | 275  | 252  | 280  | 255  | 233  |

## Gemeindepartnerschaft
Nanteuil-Auriac-de-Bourzac unterhält über dem ehemaligen Kanton Verteillac seit 1988 eine Partnerschaft mit der Gemeinde Fontanetto Po in der italienischen Region Piemont.

## Sehenswürdigkeiten

### Pfarrkirche Saint-Étienne (St. Stephanus)

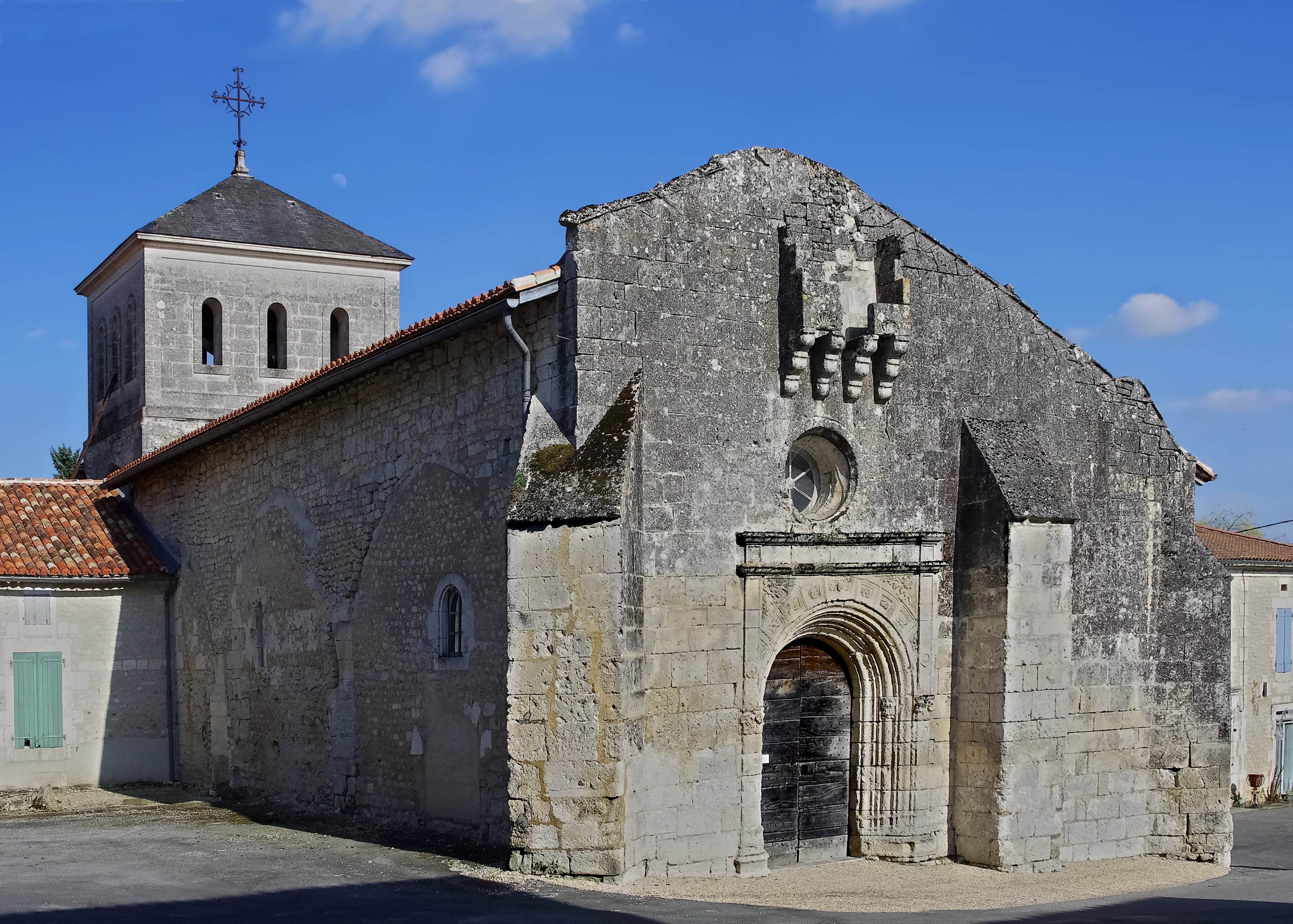
Pfarrkirche Saint-Étienne

Sie wurde im 12. Jahrhundert mit einem einschiffigen Langhaus, einem halbrunden Chor und einem Glockenturm über einer Kuppel errichtet. Die Kuppel ist auf Pendentifs mit falschen Trompen aufgesetzt. Die Apsis ist außen mit fünf Blendarkaden verziert, die mit bildhauerisch ausgestalteten Kapitellen verschönert sind. In einem Kirchenregister des 13. Jahrhunderts wurde die Kirche erwähnt. Die Pfarrgemeinde unterstand dem Erzpriestertum von Thiviers. Sie wurde die Kirche eines Priorats der Benediktiner und musste während des Hundertjährigen Krieges befestigt werden. Dies belegt eine niedrige Mauer oberhalb der Apsis, die noch heute existiert und zu der man über den früheren Glockenturm gelangt sein könnte. Im 15. Jahrhundert wurden die beiden Seitenschiffe hinzugefügt, die wie das Hauptschiff mit einem Kreuzrippengewölbe versehen wurden. Das nördliche Seitenschiff wurde in der Folge wieder abgerissen, aber an der Außenwand sind immer noch die Pfeiler und die Arkaden des Gewölbes zu erkennen. Im Jahre 1688 drohte der Glockenturm einzustürzen. Nachdem er mehrere Restaurierungen erfahren hatte, wurde er schließlich im Jahre 1922 vom Architekten Cavalier neu gebaut. Die Vorhalle der Kirche ist kunstvoll im Stil der Renaissance gestaltet. Die Archivolte des Eingangsportals ist mit neun Kartuschen versehen, die mit Cherubinen und Rosetten verschönert sind. Über dem Eingang an der Westseite befindet sich etwas außerhalb der vertikalen Achse ein Okulus, darüber ein Wehrerker der mit Verzierungen in Form von Muschelschalen versehen ist. Die Renaissance-Vorhalle und die Kapitelle an der Westfassade sind seit dem 6. Dezember 1948 als Monument historique eingeschrieben.
Die Kirche birgt im Inneren ein Ölgemälde, das seit dem 6. Mai 1982 als bewegliches Objekt als Monument historique klassifiziert ist. Es stammt aus dem 17. Jahrhundert und zeigt die Schutzpatrone des Périgord und des Limousin. Das 1,80 m hohe und 2 m breite Werk stellt eine Gruppe von Heiligen dar: Blasius von Sebaste, segnend als Bischof mit Krummstab und Mitra und Pluviale, die heilige Anna als ältere Frau mit einem Kopftuch, Antonius der Große, bekleidet mit einer Kutte und eine Stock haltend, und der heilige Leonhard als Priester, ein Buch haltend.

### Pfarrkirche Nativité de Notre-Dame (Mariä Geburt) in Auriac

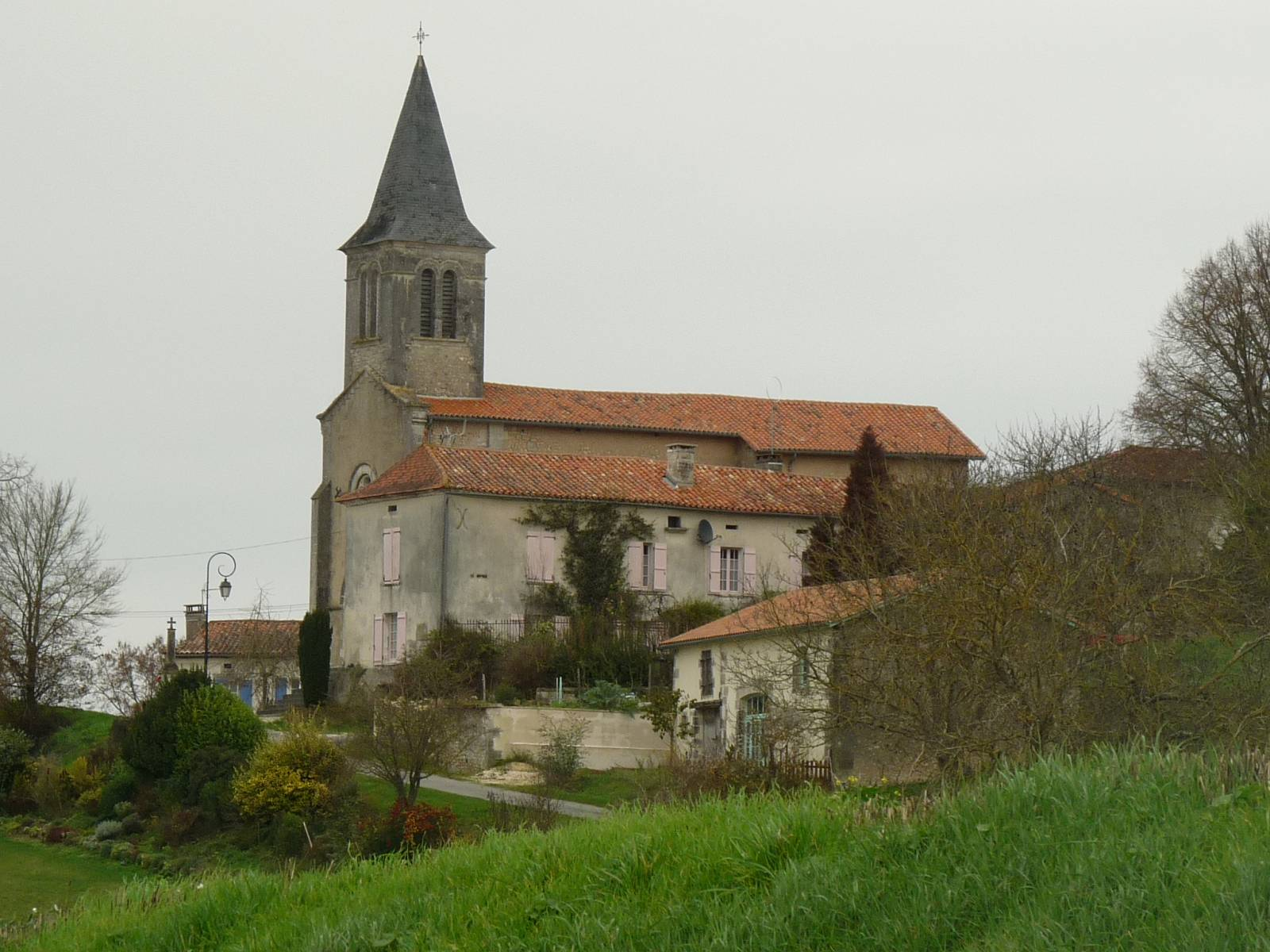
Pfarrkirche Nativité de Notre-Dame

Die Kirche, die Mariä Geburt gewidmet ist, ist im 12. Jahrhundert erbaut worden. Im Jahre 1365 wurde sie erstmals in den Schriften erwähnt und war ursprünglich ein Priorat, das dem Ordenskapitel von Aubeterre-sur-Dronne im heutigen Département Charente unterstand. Während der zweiten Hälfte des 19. Jahrhunderts wurden umfangreiche Restaurierungsarbeiten verrichtet. Von der romanischen Epoche sind hierbei nur Wände des Chors erhalten geblieben. Auf diesen sind ein früherer rundbogenförmiger Eingang und die Reste von Arkaden und Fensteröffnungen zu erkennen. Die heutige Kirche ist aus Werksteinen und verputztem Bruchstein aus Kalkstein gebaut. Der Glockenturm wurde 1920 auf einem Narthex errichtet, einer schmalen, eingeschossigen Vorhalle, die in das Langhaus mündet. Zwei Seitenkapellen flankieren das Hauptschiff im Norden und im Süden und bilden die Querarme eines Transepts. Das Hauptschiff besitzt ein Tonnengewölbe und liegt nicht auf der Längsachse des Chors, der einen viereckigen Grundriss besitzt und mit einem falschen Kreuzrippengewölbe versehen ist.

### Festes Haus la Bourgeade
Das Feste Haus wurde zweifellos im 12. Jahrhundert errichtet, in der Folgezeit verändert und erweitert. Das napoléonische Kataster von 1825 beschreibt das Haus mit zwei l-förmig angeordneten Wohntrakten, die über einen runden Treppenturm zusammengeführt sind. Die Trakte sind zweigeschossig und aus Werksteinen und mit verputztem Bruchstein aus Kalkstein gebaut. Ein Taubenschlag scheint im südlichen Trakt eingefügt zu sein. Nach dem ersten Viertel des 19. Jahrhunderts wurde ein Wohnsitz hinzugefügt, und gegenüber wurden landwirtschaftliche Gebäude errichtet. Das Anwesen befindet sich in Privatbesitz und ist der Öffentlichkeit nicht zugänglich.

### Wassermühle du Treuil
Sie wurde in der zweiten Hälfte des 18. Jahrhunderts auf der Karte von Pierre de Belleyme eingezeichnet. Zu Beginn des 16. Jahrhunderts ließ der Seigneur von Auriac eine Ölmühle über der Lizonne errichten, um die Walnüsse aus seinen Wäldern zu verarbeiten. Unter seinem Einfluss und das des Seigneurs von La Valette erfuhr die Region einen Wohlstand über mehrere Jahrhunderte. Dies nährte den Bedarf einer Vergrößerung, und die Mühle wurde um drei Paare von Mahlsteinen erweitert, um Getreide zu mahlen. Im Jahre 1809 produzierte der Betrieb täglich fünf Doppelzentner Mehl. Die Mühle blieb bis 1831 im Besitz der Seigneurs von Auriac. Die Einführung von Dampfkraft und Elektrizität führten zum Niedergang des Betriebs und 1931 schließlich zum Stillstand. 2001 wurde die inzwischen verfallenden Ruine von einem Ehepaar gekauft, das die Gebäude restauriert und teilweise mit Ferienwohnungen eingerichtet hat.

### Wassermühle du Pont
Sie wurde in der zweiten Hälfte des 18. Jahrhunderts auf den Karten von Pierre de Belleyme und Cassini eingezeichnet. Im gleichen Jahrhundert wurde die Mühle zum großen Teil neu gebaut. Sie wurde mit zwei Wasserrädern mit zwei Paar Mahlsteinen sowie einer Ölpresse ausgestattet. Zu Beginn des 20. Jahrhunderts wurde die Produktionsstätte in eine Scheune umgewandelt, und im Nordwesten wurde ein neues Wohngebäude errichtet. Von der früheren Mühle ist heute nur ein Teil der Südfassade mit einem Wasserrad übrig geblieben.

### Wassermühle von Auriac
Sie wurde einem rechteckigen Grundriss auf einem Wehr über der Lizonne errichtet. Auch diese Mühle war auf den Karten von Pierre de Belleyme und Cassini der zweiten Hälfte des 18. Jahrhunderts eingezeichnet. Im Jahre 1809 war der Betrieb mit drei Wasserrädern ausgestattet und produzierte täglich 24 bis 30 Doppelzentner Mehl. 1936 sank der tägliche Ausstoß allerdings auf sieben Doppelzentner. Die Mühle besaß nunmehr ein vertikales und ein horizontales Wasserrad und zwei Paar Mahlsteine. Das Mahlen von Getreide wurde in den 1950er Jahren eingestellt. Die Mühle wurde in der Folge umgestaltet, bei dem ein Teil der Gerätschaft bewahrt wurde.

### Wassermühle Poirier
Sie war in der zweiten Hälfte des 18. Jahrhunderts auf der Karte von Pierre de Belleyme als Mühle Perier eingezeichnet. Die Mühle war in einem rechteckigen Gebäude untergebracht, das als Wehr über die Pude gebaut wurde. 1864 war die heute verschwundene Papiermühle mit einem seitlichen Wasserrad, drei Maschinen zum Zerfasern der Wolle und einem Waschzylinder versehen. Von der Weizenmühle existiert heute nur noch der Zulauf zum vertikalen Wasserrad, die Ölmühle ist dagegen komplett erhalten. Mehl und Nussöl sind hier bis in die Jahre 1945/46 produziert worden.

### Weitere Gebäude
- Wohnhaus im Weiler la Guillermie aus dem 17. Jahrhundert[19]
- Bauernhof im Weiler la Reinerie aus dem 17. Jahrhundert[20]
- Bauernhof im Weiler la Fontenelle aus dem 17. Jahrhundert[21]
- Manoir de Bourzac, Reste einer Burg aus dem 15. Jahrhundert im Nordwesten des Zentrums der Gemeinde
- Manoir de Reinerie, Villa aus dem 16. Jahrhundert im Westen des Zentrums

## Wirtschaft und Infrastruktur
Nanteuil-Auriac-de-Bourzac liegt in den Zonen AOC der Buttersorten Charentes-Poitou, Charentes und Deux-Sèvres sowie der Noix du Périgord, der Walnüsse des Périgord, und des Nussöls des Périgord.

### Sport und Freizeit
Der Rundweg Boucle de Petit Bourzac besitzt eine Länge von 5,8 km bei einem Höhenunterschied von 79 m. Er führt von Zentrum durch das Gebiet der Gemeinde.

### Verkehr
Die Route départementale 1, Route départementale 24 im Nachbardépartement Charente, durchquert Nanteuil-Auriac-de-Bourzac von West nach Ost und verbindet die Gemeinde im Westen mit Salles-Lavalette und im Osten mit Saint-Martial-Viveyrol und im weiteren Verlauf mit Périgueux. Die Route départementale 100 durchquert die Gemeinde von Nord nach Süd und verbindet sie im Norden mit La Chapelle-Grésignac und im Süden mit Bouteilles-Saint-Sébastien und im weiteren Verlauf mit Périgueux. Außerdem ist die Gemeinde erreichbar über die Route départementale 89 des Départements Charente, die sie mit der Nachbargemeinde Palluaud verbindet.